# John C. Elliott
John C. Elliott, né le 30 janvier 1919 à Los Angeles en Californie et mort le 13 août 2001 à San Marino, est un homme politique américain. Il est gouverneur des Samoa américaines du 16 juillet au 23 novembre 1952.

## Biographie
Elliott est né le 30 janvier 1919 à Los Angeles, en Californie. Il est décédé le 13 avril 2001 à Saint-Marin, en Californie . Il est enterré au cimetière San Gabriel à San Gabriel, en Californie. Il a pris ses fonctions le 16 juillet 1952 et est parti le 23 novembre 1952, partant pour des raisons personnelles. Il est le plus jeune homme à avoir occupé ce poste à 33 ans. Avant sa nomination, Elliott avait été adjoint du gouverneur Phelps Phelps et secrétaire des Samoa américaines.